# Pieter Jan Molenaar
Pieter Jan Molenaar (Koog aan de Zaan, 11 oktober 1907 – Schoorl, 10 februari 1979) was een Nederlands arrangeur, muziekuitgever en boekhandelaar.
Molenaar werd in 1933 eigenaar van een boekwinkel in Wormerveer, waaraan een uitgeverij in bladmuziek voor harmonie- en fanfareorkesten was verbonden. In de loop der jaren heeft hij van diverse  Nederlandse componisten werken voor blaasmuziek bij zijn uitgeverij ondergebracht. Molenaar bewerkte ook zelf klassieke werken en liederen voor harmonie- en fanfareorkesten. Na de Tweede Wereldoorlog trok de uitgeverij componisten uit andere landen aan en kreeg de muziekcatalogus een meer internationaal karakter. De verkoop werd uitgebreid naar de rest van Europa, de Verenigde Staten en Japan. 
In 1962 droeg Pieter Jan Molenaar het bedrijf over aan zijn zonen Jan en Bob Molenaar. Het bedrijf ontwikkelde zich verder tot een van de grootste muziekuitgeverijen gespecialiseerd in blaasmuziek in de wereld. 